# 1895 dans le catholicisme
Chronologie du catholicisme
- 1891
- 1892
- 1893
- 1894
- 1895
- 1896
- 1897
- 1898
- 1899

Cet article présente les faits marquants de l'année 1895 dans le catholicisme.

## Évènements
- 29 novembre : Création de 8 cardinaux par Léon XIII

## Naissances
- 5 janvier : Józef Nowak, prêtre, écrivain et journaliste sorabe († 1er janvier 1978)
- 25 janvier : Paolo Marella, cardinal italien de la Curie († 15 octobre 1984)
- 30 janvier : Jean Cassaigne, prélat et missionnaire français, vicaire apostolique de Saïgon († 31 octobre 1973)
- 11 février : Louis-Séverin Haller, prélat suisse, évêque-abbé de Saint-Maurice († 17 juillet 1987)
- 28 février : Bienheureux Nicolas Bunkerd Kitbamrung, prêtre et martyr thaïlandais († 12 janvier 1944)
- 25 mars : Joseph Guffens, prélat jésuite et missionnaire belge, vicaire apostolique coadjuteur du Kwango († 21 juin 1973)
- 3 avril : Luigi Traglia, cardinal italien de la Curie († 22 novembre 1977)
- 10 avril : 
  - Bienheureuse Hélène Aiello, religieuse italienne, fondatrice des Sœurs minimes de la Passion du Christ († 19 juin 1961)
  - Jules Monchanin, prêtre, missionnaire en Inde, moine et ermite français, acteur du dialogue hindou-chrétien († 10 octobre 1957)
- 12 avril : Giovanni Panico, cardinal italien, diplomate du Saint-Siège († 7 juillet 1962)
- 16 avril : Adolph John Paschang, prélat et missionnaire américain, évêque de Jiangmen († 3 février 1968)
- 4 mai : Gerald O'Hara, prélat américain, diplomate du Saint-Siège († 16 juillet 1963)
- 17 juillet : Gustave Lamarche, prêtre, poète, historien et enseignant canadien († 27 août 1987)
- 24 juillet : Hugolinus Dörr, prêtre, missionnaire et opposant au nazisme allemand († 6 juin 1940)
- 8 août : Bruno de Solages, prêtre français, recteur de l'Institut catholique de Toulouse († 14 novembre 1983)
- 18 août : Julijans Vaivods, cardinal letton, administrateur apostolique de Riga († 23 mai 1990)
- 24 août : Richard Cushing, cardinal américain, archevêque de Boston, précédemment évêque titulaire de Mela (de) († 2 novembre 1970)
- 18 septembre : Grégoire-Pierre XV Agagianian, cardinal arménien de la Curie, patriarche de Cilicie des Arméniens, précédemment évêque titulaire de Comana Armeniae (de) († 16 mai 1971)
- 2 octobre : Octave-Georges-Marie Bilodeau, prêtre et dramaturge québécois († 2 octobre 1966)
- 16 novembre : Augustin Olbert, prélat et missionnaire allemand, évêque de Tsingtau († 18 novembre 1964)
- 19 décembre : Miguel Darío Miranda y Gómez, cardinal mexicain, archevêque de Mexico († 15 mars 1986)
- 31 décembre : Henri Audrain, prélat français, archevêque d'Auch († 23 avril 1982)

## Décès
- 21 janvier : Florian Desprez, cardinal français, archevêque de Toulouse (° 14 avril 1807)
- 23 janvier : Jules Cléret, prélat français, évêque de Laval (° 27 décembre 1835)
- 30 mars : Francisco de Paula Benavides y Navarrete, cardinal espagnol, archevêque de Saragosse (° 14 mai 1810)
- 31 mars : Pierre de Brabandère, prélat belge, évêque de Bruges (° 18 septembre 1828)
- Avril : François Antoine Lefebvre, prêtre et auteur français (° 19 janvier 1828)
- 4 mai : Bienheureux Victor Emilio Moscoso Cárdenas, prêtre jésuite et martyr équatorien (° 21 avril 1846)
- 11 mai : Paul de Broglie, prêtre et enseignant français (° 18 juin 1834)
- 19 mai : Fulco Luigi Ruffo-Scilla, cardinal italien de la Curie (° 6 avril 1840)
- 22 mai : Claude-Marie Dubuis, prélat et missionnaire français, évêque de Galveston (° 8 mars 1817)
- 1er mai : Leo Meurin, prélat et missionnaire allemand, archevêque-évêque de Port-Louis (° 23 janvier 1825)
- 14 juin : Bienheureuse Nhá Chica, laïque brésilienne réputée pour sa piété (° vers 1810)
- 22 juin : Amilcare Malagola, cardinal italien, archevêque de Fermo (° 24 décembre 1840)
- 23 juin : François Lagrange, prélat français, évêque de Chartres (° 15 mars 1827)
- 14 août : Marie-Laurent Cordier, prélat et missionnaire français, vicaire apostolique du Cambodge et évêque titulaire de Gratianopolis (de) (° 1er mai 1821)
- 21 août : Louis Gouzot, prélat français, archevêque d'Auch (° 25 février 1827)
- 12 septembre : Cristoforo Bonavino, prêtre, journaliste et philosophe italien (° 27 février 1821)
- 17 septembre : Saint Zygmunt Szczęsny Feliński, prélat polonais, archevêque de Varsovie, fondateur des Franciscaines de la famille de Marie (° 1er novembre 1822)
- 28 octobre : Bernard Bernard, prêtre français, missionnaire en Norvège, Islande et Écosse, premier préfet apostolique de Norvège et de Laponie (° 21 juillet 1821)
- 1er novembre : Benito Sanz y Forés, cardinal espagnol, archevêque de Séville (° 21 mars 1828)
- 9 novembre : Louis-Joseph-Marie-Ange Vigne, prélat français, archevêque d'Avignon (° 15 décembre 1826)
- 19 novembre : Lucien-Louis Bonaparte, cardinal et prince français (° 15 novembre 1828)
- 22 novembre : Bienheureux Salvatore Lilli, prêtre franciscain, missionnaire en Arménie et martyr italien (° 19 juin 1853)
- 5 décembre : Bernard Chocarne, prêtre dominicain et écrivain français (° 4 avril 1826)
- 7 décembre : Ignazio Persico, cardinal italien de la Curie (° 30 janvier 1823)
- 14 décembre : Paul Melchers, cardinal allemand, archevêque de Cologne (° 6 janvier 1813)
- 18 décembre : Auguste-Léopold Laroche, prélat français, évêque de Nantes (° 26 juillet 1845)
- 31 décembre : Jean-Marie Delavay, prêtre, botaniste et missionnaire français en Chine (° 28 décembre 1834)